# Dendropemon psilobotrys
Dendropemon psilobotrys là một loài thực vật có hoa trong họ Loranthaceae. Loài này được (DC.) Tiegh. mô tả khoa học đầu tiên năm 1894.